# Landtunge
En landtunge (på engelsk spit eller sandspit) er en stribe af land, der som en lille halvø strækker sig ud i havet eller forbinder som en tange to større stykker land, ofte begrænset af en bugt eller en lagune. En Landtunge er ofte en form for en sandbanke, der udvilkes ved abrasion, altså ved bølger, der påvirker kystlinjen. På tysk findes begrebet Nehrung. Lignede geografiske formationer er et drage, en odde, krumodde eller næs.
En kendt landtunge i Østersøen er f. eks. den kuriske landtunge (på tysk Kurische Nehrung).